# تحالف النساء في العالم الثالث

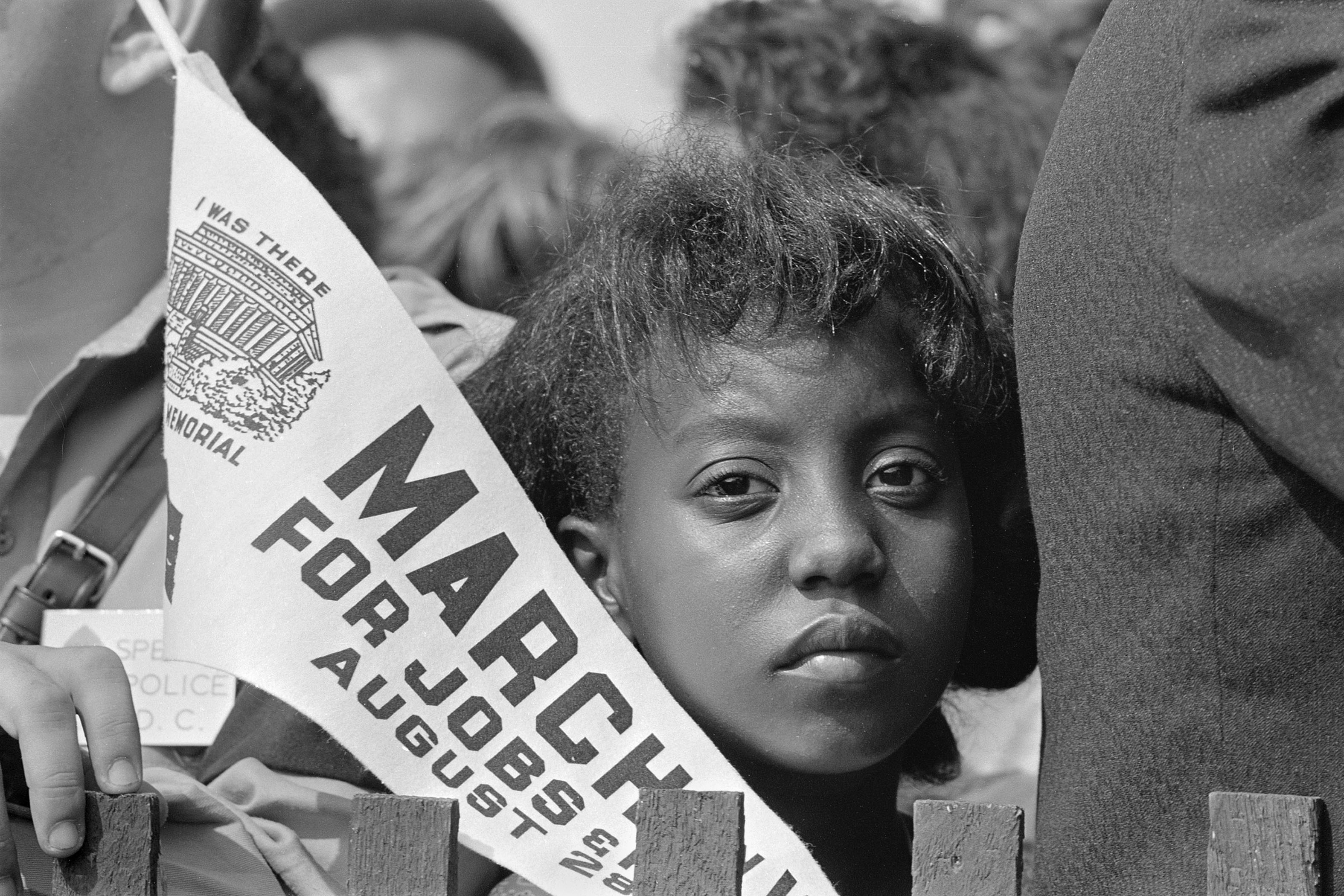
شابة تحمل لافتة في مسيرة الحقوق المدنية في واشنطن العاصمة في 28 أغسطس 1963

كان تحالف النساء في العالم الثالث (TWWA) منظمة نساءً اشتراكيات ثوريات ليسوا من ذوات البشرة البيضاء فعالة منذ 1968 إلى 1980. والتي تهدف إلى إنهاء الرأسمالية والعنصرية والإمبريالية والتمييز على أساس الجنس. كان تحالف النساء في العالم الثالث واحد من أوائل المجموعات التي تدعو إلى فهم والدفاع عن الاندماج مستويات الامتياز. كان تحالف النساء في العالم الثالث أصل لجنة التنسيق الطلابية اللاعنفية، لكنهم أرادوا التركيز على قضية المرأة وتم رفضها من قبل لجنة التنسيق الطلابية اللاعنفية.

## التاريخ
تأسس تحالف النساء في العالم الثالث في مدينة نيويورك في صيف عام 1970. ينبثق أصوله من فعالية المرأة في لجنة التنسيق الطلابية اللاعنفية. في ديسمبر 1968، شكلن النساء السود في لجنة التنسيق الطلابية اللاعنفية لجنة تحرير النساء السود، ولكن في أوائل عام 1970، قرر تحالف النساء توسيع عضويتهم خارج اللجنة وإعادة تسمية مجموعتهم باسم تحالف النساء السود.
في صيف عام 1970، تقرب إلى تحالف النساء السود ناشطات ثوريات من بورتوريكو، وبعد بعض النقاش، قررن قبولهن في المنظمة، وتأسس تحالف النساء العالم الثالث.
أسس شيريل بيري، الذي تم تجنيده في فرع تحالف نساء العالم الثالث في نيويورك من خلال الأصدقاء ذوي العلاقة في فينسيرموس بريجيد، الفرع الثاني في أوكلاند / سان فرانسيسكو في عام 1971.
كان الغرض الرئيسي من تحالف النساء في العالم الثالث هو توحيد النساء ممن هن ليسوا ذوات بشرة بيضاء في النضال ضد العنصرية والإمبريالية والتمييز الجنسي وفقًا لما أوضحته لافتة جريدتهم تريبل جيوباردي (1971-1975).
أكد تحالف النساء في العالم الثالث على الروابط الأيديولوجية بين الاستغلال الرأسمالي، والإمبريالية العالمية واضطهاد النساء ممن هن ليسوا ذوات بشرة بيضاء.
حاول التحالف معالجة قضايا العرق، والجنس، والطبقة في وقت واحد؛ كما أعلن بيان في العدد الأول من تريبل جيوباردي "يجب أن يتم شن الكفاح ضد العنصرية والإمبريالية في وقت واحد مع النضال من أجل تحرير المرأة "من قِبل" مجموعة نسائية اشتراكية مستقلة قوية.
كان الاجتماع الأول في 25 سبتمبر 1971 وتلاه سلسلة من جلسات التوعية شملت قضايا التعليم السياسي والثقافي مثل السجناء السياسيين.
كافح تحالف النساء في العالم الثالث داخليًا رهاب المثلية، وفقد فرع الساحل الغربي بشكل خاص العديد من الأعضاء السحاقيات بسبب ذلك. في المقابل، أتخذ فرع الساحل الشرقي موقفًا ضد تغاير الجنس في مبادئ النضال:
«في حين أن أنماط السلوك القائمة على الأدوار الجنسية الجامدة تكون قمعية لكل من الرجال والنساء، ينبغي محاولة خلق تكامل في الأدوار. يجب أن يهتم الثوري الحق بالبشر ولا يقتصر على البشر كأجساد للجنس. علاوةً على ذلك، سواء كان الشذوذ الجنسي مجتمعي أو جيني في الأصل، إنه موجود في مجتمع العالم الثالث. كما يجب رفض القمع ونبذ اللاإنسانية التي تواجه المثليين جنسًيا والدفاع عن حقهم في الوجود كبشر محترمين».
زاد تحالف النساء في العالم الثالث من إمكانية مشاركة المرأة من خلال منظور تريبل جيوباردي. ربط موقف المنظمة النسوية قضايا محلية في مجتمعات السود بالعدالة والحركات المعادية للإمبريالية في العالم الثالث بالإضافة إلى نظرية الإنجاب الحرجة.
وعلاوة على ذلك، فإنه يوضح كيف احتجت المرأة السوداء ضد التحيز الجنسي في حركات الحقوق المدنية هوية متبادلة بين النسوية السوداء.
فهم الكثيرون أن تحالف النساء في العالم الثالث هو تشكيل – تأسيس امرأة أمريكية من ذوي البشرة السوداء. ولكونها حركة راديكالية، ركزت على خبرات واهتمامات ووجهات نظر النساء السود، والآسيويات، والبورتوريكيات اللاتي انتقدن المعتقدات الذكورية التي تتداخل مع حركات العدالة التي تحدث داخل مجتمعهم. وقد أُسست بهدف إعادة تعريف «دور المرأة السوداء في النضال الثوري». جلبت المجموعة، التي يُطلق عليها الآن اسم تحالف النساء في العالم الثالث، الاختلافات بين الثقافة، والسلالة، والعرق في مكافحة الاستغلال الرأسمالي في مجتمعات من السود والصور النمطية وتعاطي المخدرات والكحول. وقد ثاروا مع شرائح من القوة السوداء وحركات تحرير المرأة.

### الإسهامات
كانت الأرضية المشتركة في التحالف هي القمع وكيفية مواجهته منذ الوقت الذي اضطروا إلى مقاومته. كان إيمان التحالف إبراز عمق ضغط الظلم والمعاناة التي عاناها السود. إذا كان هنالك أي شيء لتتعلمه من التحالف، فهو أنه حيثما وُجِدت المجموعات النسوية الثورية فلا تتشكل أدوارها من عدم توافق النماذج المثالية من ذوات البشرة البيضاء، ولكن التوافق مع هدف تحرير السود.